# Клоун в кукурузном поле
«Кло́ун в кукуру́зном по́ле» (Clown in a Cornfield) — роман 2020 года, написанный в жанре подросткового хоррора американским писателем Адамом Чезаре. Первая его работа в подобном формате.
В том же году «Клоун в кукурузном поле» получил премию Брэма Стокера как лучший подростковый роман. Экранизация, поставленная на студиях Temple Hill Entertainment и Rhea Films, была выпущена в США 9 мая 2025 года дистрибьюторами RLJE Films и Shudder.

## Синопсис
В центре сюжета — старшеклассница Куинн Мейбрук, которая недавно переехала в небольшой фабричный городок Кеттл-Спрингс в штате Миссури из Филадельфии после трагической смерти своей матери Саманты. Её отец, Гленн, занял должность городского врача в надежде, что это поможет им обоим начать новую жизнь. Но Куинн не рада переезду.
Кеттл-Спрингс понёс финансовые потери после закрытия фабрики кукурузного сиропа «Бейпен» и её последующего поджога, устроенного местным мальчиком по имени Коул Хилл. В результате между консервативно настроенными взрослыми и подростками, которых больше интересует веселье и просмотры на их YouTube-канале, пролегла жёсткая граница.
После инцидента, произошедшего в её первый день в новой школе, Куинн удаётся подружиться с Коулом и его компанией, в которую входят «Королева пчёл» Джанет, Ронни «с хвостиком», её парень Мэтт и Такер. Учитель естествознания, мистер Верн, отправляет друзей в читальный зал, где они обсуждают свои интересы и жуткую историю города.
Во время занятий Куинн приглашают на ежегодное празднование Дня основателя города, несмотря на то, что мистер Верн запретил им присутствовать на мероприятии. Также она попадает на последующую вечеринку, которую устраивает Джанет рядом с кукурузным полем.
Однако всё меняется к худшему, когда талисман городка, клоун Френдо, начинает убивать «непослушную» молодёжь города одного за другим.

## Разработка
Работая над текстом, Чезаре стремился сделать свой роман «не просто ретро-слэшером, а современным слэшером с современными темами».

## Выпуск
Роман был выпущен издательством HarperTeen 25 августа 2020 года как в книжном, так и в электронном виде. Аудиоверсия, озвученная Джесси Вилински, вышла в тот же день в издательстве HarperCollins.

## Отзывы и награды
О «Клоуне в кукурузном поле» позитивно отзывались такие журналы, как Locus Magazine и Library Journal. Последний написал следующее: «Хоть этот роман и предназначен для подростков, он понравится и взрослым читателям, смотревшим классические слэшеры 1980-х и 1990-х годов». Редакции Signal Horizon и Bad Feeling Magazine хвалили Чезаре за его писательский талант.
Автор романа получил за него премию Брэма Стокера в категории «лучший подростковый роман».

## Продолжения
В 2021 году Адам Чезаре приступил к работе над продолжением «Клоуна в кукурузном поле» — «Клоун в кукурузном поле 2: Френдо жив» (Clown in a Cornfield 2: Frendo Lives) —, а выпустил его уже в следующем году — 23 августа 2022 года. Аудиоверсия, где текст читает Джесси Вилински, поступила в продажу одновременно с печатным и электронным изданиями.
В январе 2023 года Чезаре анонсировал третью часть, которую озаглавил как «Клоун в кукурузном поле 3: Церковь Френдо» (Clown in a Cornfield 3: The Church of Frendo). Вышла 20 августа 2024 года.
В 2025 году Чезаре начал писать четвёртую книгу — «Клоун в кукурузном поле 4: Свет, камера, Френдо!» (Clown of the Cornfield 4: Lights, Camera, Frendo!).

## Экранизация
Разработка кинофильма по мотивам романа началась кинокомпаниями Temple Hill Entertainment и Rhea Films в августе 2020 года, съёмки проходили с сентября по октябрь 2023 года. Сценарий был адаптирован Картером Бланчардом в сотрудничестве с Илаем Крейгом — режиссёром фильма. Главное роли исполняли Кэти Дуглас, Кевин Дюранд, Уилл Сассо, Кассандра Потенза и Аарон Абрамс. Лента вышла в американский прокат 9 мая 2025 года. В том же году, 19 июня, экранизация появилась в кинотеатрах России.